# Arteni
Arteni (en arménien Արտենի ; jusqu'en 1950 Boghutlu) est une communauté rurale du marz d'Aragatsotn, en Arménie. Elle compte 3 512 habitants en 2009.